# شهرستان ریچلند (اوهایو)
شهرستان ریچلند، اوهایو (به انگلیسی: Richland County, Ohio) یک سکونتگاه مسکونی در ایالات متحده آمریکا است که در اوهایو واقع شده‌است.